# 荣光站 (平壤市)
荣光站（朝鲜语：／ Yŏnggwang yŏk */?）是朝鲜首都平壤地铁千里馬线的车站，于1987年4月10日启用。
由于此站和复兴站擁有豪華的內飾與水晶吊燈及各種大理石，加上在2010年之前本站是少数向外国人开放的地铁站之一，因此外國來平壤的觀光旅行團，一般到搭乘榮光站至復興站的路段，不过在游览的同时需要有专人监视他们。同時由於本站與復興站有使用數量可觀的大理石裝飾，故本站與復興站也是平壤地鐵最後啟用的兩個站。

## 车站结构
此站在地下50到100米设有1面2線的岛式月台，是世界上最深的地铁站之一（可用作防空洞）；而车站大堂则设于地面，两者之间有電動扶梯连接。

## 车站周边
- 國鐵平壤站
- 高丽饭店
- 金策工業综合大学
- 羊角橋（向羊角島方向）

## 图片集

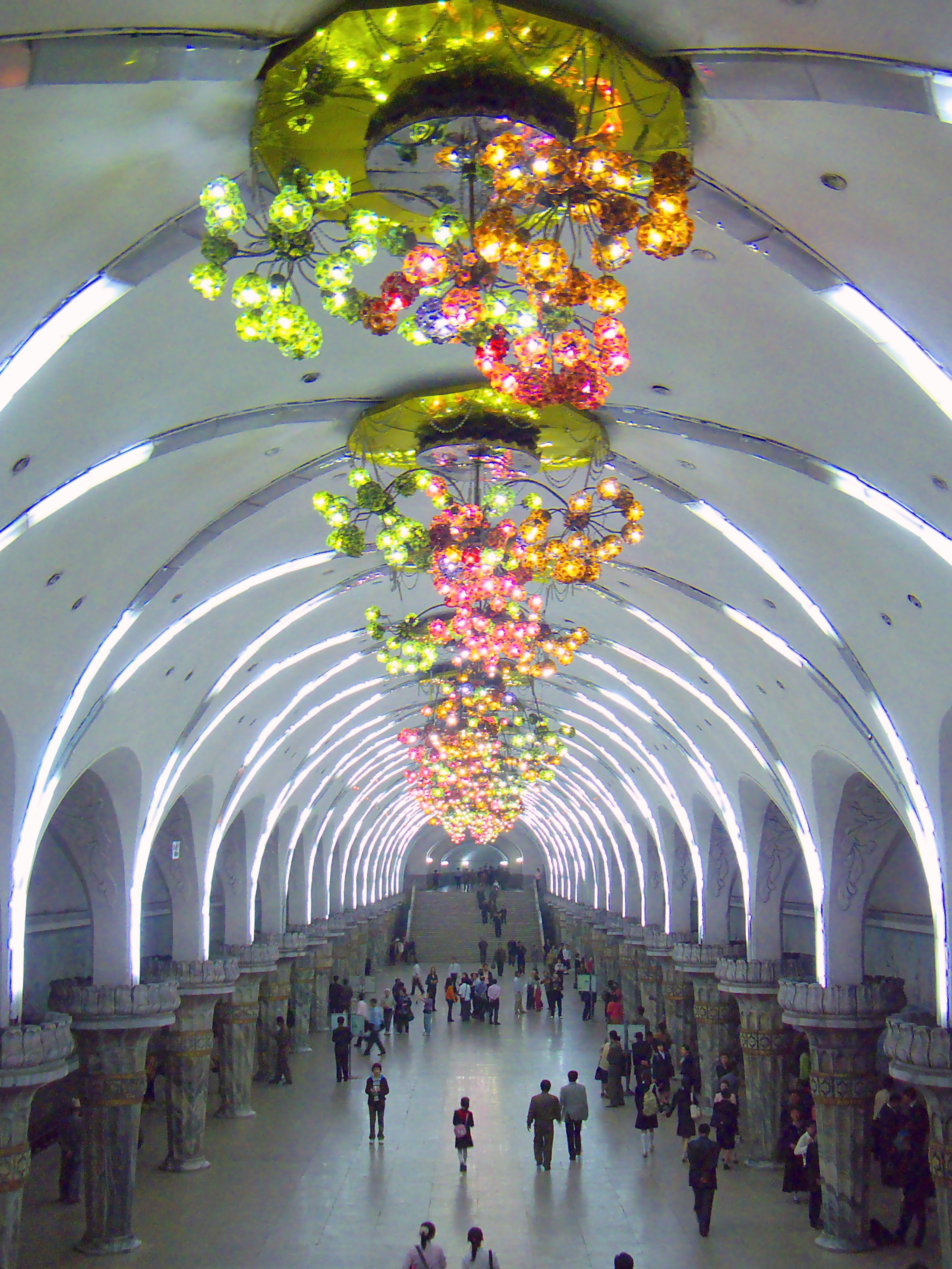
榮光站內飾
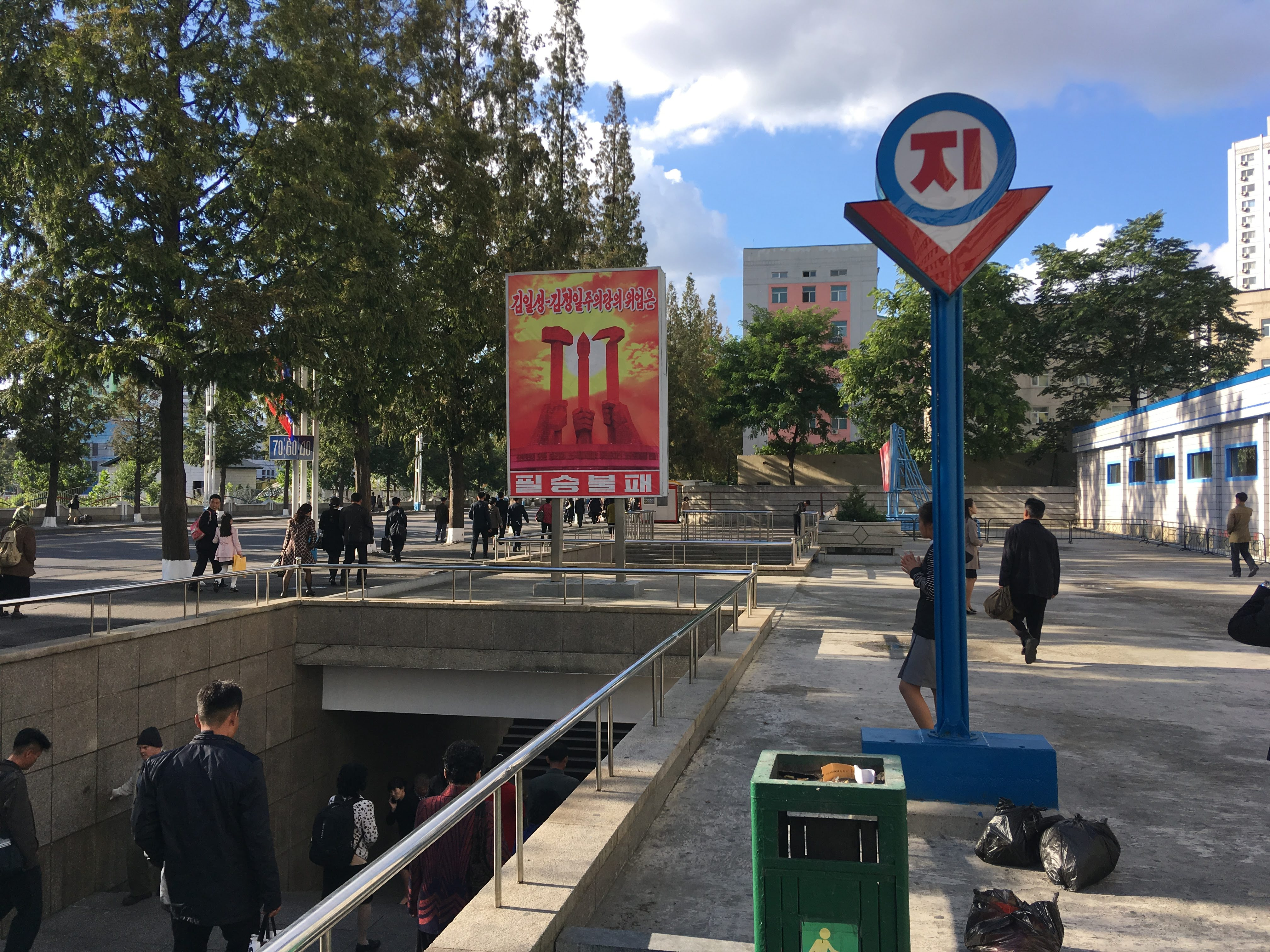
榮光站入口